# 马克·瓦内克
马克·瓦内克（德語：Mark Warnecke，1970年2月15日—）出生于德国北威州的波鸿。他是医生，出名的前德国游泳运动员，及企业家。

## 职业生涯
瓦内克是蛙泳选手。出道于SG埃森俱乐部。短程游泳生涯中，1995年他第一次取得100米蛙泳的世界冠军。在1996年亚特兰大夏季奥运会上，他赢了100米蛙泳的铜牌，这是到2005年为止，他的最大的成功。 
2005年春季，瓦内克宣布他恢复了长时间的伤痛，处于非常良好的状态。与传统训练相比，他更测重于比赛的竞争力及短期耐力。在2005年蒙特利尔的世界游泳锦标赛里，35岁的瓦内克获得50米蛙泳的金牌。这是自1971年以来，历史上年纪最大的游泳世界冠军。 次年，36岁的他再次赢了他的第十次德国锦标赛50米蛙泳奖牌。
他声称，他的成功归公于他自己研发的氨基酸的运动营养品。
2007年4月14日，瓦内克在119届德国锦标赛游泳上宣布结束他的游泳职业生涯。

## 记录
| 德国记录 (2)          | 德国记录 (2) | 德国记录 (2)   | 德国记录 (2)                    |
| --------------------- | ------------ | -------------- | ------------------------------- |
| 50米蛙泳              | 00:27.44分钟 | 2005年5月25日  | 德国游泳锦标赛 （柏林）         |
| 50米蛙泳(短程)        | 00:26.70分钟 | 1998年12月11日 | 欧洲短程游泳锦标赛 （谢菲尔德） |
| (更新：2008年八月1日) |              |                |                                 |

## 赛车
- 2001年：保时捷卡雷拉杯德国 (第21名)
- 2004年 : 保时捷超级杯
- 2004年：保时捷卡雷拉杯德国
- 2005年：保时捷卡雷拉杯德国
- 2013年：在 ADAC-Procar-系列 第一组 (第6名)

## 其他
为了减轻体重参加竞争，他自行研发了自己的饮食的营养品。以AMSPORT®及AMFOMULA®注册的运动营养品，现在在欧亚市场有销售。

## 链接
- 马克·瓦内克 在Swimrankings.net 数据库里 （英语）
- 马克·瓦内克 在 Sports-Reference  数据库里 (英语)
- 马克·瓦内克的网站